# Laoshan (Qingdao)

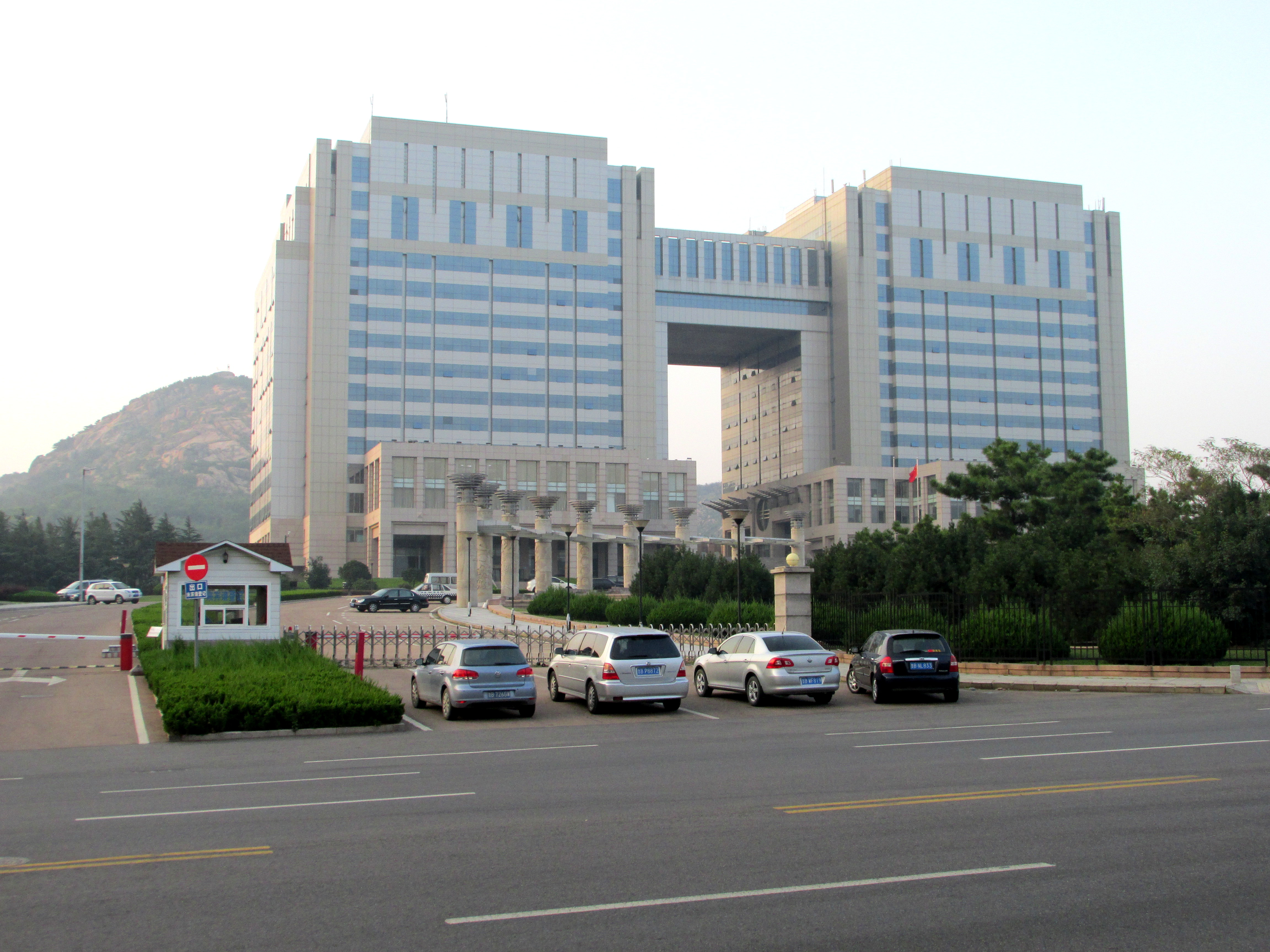
Laoshan, Gebäude der Bezirksregierung (2013)

Der Stadtbezirk Laoshan (chinesisch 崂山区, Pinyin Láoshān Qū) ist ein Stadtbezirk in der chinesischen Provinz Shandong. Er gehört zum Verwaltungsgebiet der bezirksfreien Stadt Qingdao. Laoshan hat eine Fläche von 396 km² und 379.469 Einwohner (Stand: Zensus 2010).